# Comitato organizzativo del campionato mondiale di calcio
La seguente lista elenca i presidenti dei comitati organizzativi dei campionati mondiali di calcio e il contestuale presidente FIFA.
Oltre ad essere il presidente della FIFA e della Federcalcio francese, Jules Rimet è stato anche presidente del comitato organizzatore della Coppa del Mondo FIFA 1938.
Franz Beckenbauer, dopo aver vinto la Coppa del Mondo con la Germania Ovest nel 1974 come giocatore e capitano e come allenatore nel 1990, è stato presidente del comitato organizzatore del Campionato mondiale 2006, giocato in Germania.

## Elenco
| Coppa del mondo               | Presidente del comitato organizzativo   | Presidente FIFA  |
| ----------------------------- | --------------------------------------- | ---------------- |
| Uruguay 1930                  | Raúl Jude                               | Jules Rimet      |
| Italia 1934                   | Giorgio Vaccaro                         | Jules Rimet      |
| Francia 1938                  | Jules Rimet                             | Jules Rimet      |
| Brasile 1950                  | Rivadávia Correa Mayer                  | Jules Rimet      |
| Svizzera 1954                 | Gustav Wiederkehr                       | Jules Rimet      |
| Svezia 1958                   | Gunnar Lager                            | Arthur Drewry    |
| Cile 1962                     | Carlos Dittborn                         | Stanley Rous     |
| Inghilterra 1966              | Andrew Stephen                          | Stanley Rous     |
| Messico 1970                  | Guillermo Cañedo de la Bárcena          | Stanley Rous     |
| Germania occidentale 1974     | Hermann Gösmann                         | João Havelange   |
| Argentina 1978                | Alfredo Francisco Cantilo               | João Havelange   |
| Spagna 1982                   | Raimundo Saporta poi Pablo Porta        | João Havelange   |
| Messico 1986                  | Guillermo Cañedo de la Bárcena          | João Havelange   |
| Italia 1990                   | Luca Cordero di Montezemolo             | João Havelange   |
| Stati Uniti d'America 1994    | Alan Rothenberg                         | João Havelange   |
| France 1998                   | Fernand Sastre                          | Joseph Blatter   |
| Corea del Sud - Giappone 2002 | Chung Mong-joon Shunichiro Okano        | Joseph Blatter   |
| Germania 2006                 | Franz Beckenbauer                       | Joseph Blatter   |
| Sud Africa 2010               | Danny Jordaan                           | Joseph Blatter   |
| Brasile 2014                  | José Maria Marin                        | Joseph Blatter   |
| Russia 2018                   | Vitaly Mutko                            | Gianni Infantino |
| Qatar 2022                    | Mohammed bin Hamad bin Khalifa Al Thani | Gianni Infantino |
| United 2026                   | Steve Reed Carlos Cordeiro Yon de Luisa | Gianni Infantino |